# Team 3M/Saison 2013
Dieser Artikel listet Erfolge und Fahrer des Radsportteams 3M in der Saison 2013 auf.

## Mannschaft
| Name                 | Geburtstag        | Nationalität       | Team 2012                             |
| -------------------- | ----------------- | ------------------ | ------------------------------------- |
| Marius Bernatonis    | 1. Mai 1987       | Litauen            | Fuji Test Team                        |
| Joop de Gans         | 12. April 1984    | Niederlande        | Team Eddy Merckx-Indeland             |
| Tom Goovaerts        | 3. Juli 1988      | Belgien            | Colba-Superano Ham                    |
| Kess Heytens         | 19. August 1986   | Belgien            | BCV Works CT Ingelmunster             |
| Jimmy Janssens       | 30. Mai 1989      | Belgien            | Neoprofi                              |
| Sibrecht Pieters     | 15. Juli 1988     | Belgien            | Terra Footwear Bicycle Line           |
| Alister Ratcliff     | 6. April 1988     | Vereinigte Staaten | Chipotle-First Solar Development Team |
| Lewis Rigaux         | 8. August 1990    | Belgien            | Neoprofi                              |
| Jens Schuermans      | 13. Februar 1993  | Belgien            | Neoprofi                              |
| Joren Segers         | 12. November 1991 | Belgien            | An Post-Sean Kelly                    |
| Timothy Stevens      | 26. März 1989     | Belgien            | Neoprofi                              |
| Mike Terpstra        | 24. April 1987    | Niederlande        | Neoprofi                              |
| Timothy Vangheel     | 26. August 1986   | Belgien            | Colba-Superano Ham                    |
| Thomas Vanhaecke     | 16. Juni 1989     | Belgien            | Neoprofi                              |
| Frederik Verkinderen | 7. April 1988     | Belgien            | Lotto-Belisol U23                     |
| Michael Vingerling   | 28. Juni 1990     | Niederlande        | Koga Cycling Team                     |
| Wouter Wippert       | 14. August 1990   | Niederlande        | Neoprofi                              |
| Stagiaires           | Stagiaires        | Nationalität       | Nationalität                          |
| Gertjan De Vos       | Gertjan De Vos    | Belgien            |                                       |
| Stef Van Zummeren    | Stef Van Zummeren | Belgien            |                                       |